# Hipposideros lamottei
Hipposideros lamottei är en fladdermusart som beskrevs av André Brosset 1984. Hipposideros lamottei ingår i släktet Hipposideros och familjen rundbladnäsor. IUCN kategoriserar arten globalt som akut hotad. Inga underarter finns listade i Catalogue of Life.
Arten hittades bara i området kring berget Mont Nimba som ligger i gränsregionen mellan Guinea, Liberia och Elfenbenskusten. Individer observerades mellan 500 och 1400 meter över havet. De vilar i grottor och i övergivna gruvor. Landskapet bildas av savanner och bergsskogar.